# 弗拉东根
弗拉东根（德語：Fladungen，發音：[ˈflaːdʊŋən] ⓘ）是德国巴伐利亚州下弗兰肯行政区伦-格拉布费尔德县的城市，面积46.34平方千米，2023年12月31日人口为2,190人。